# Pasikudah

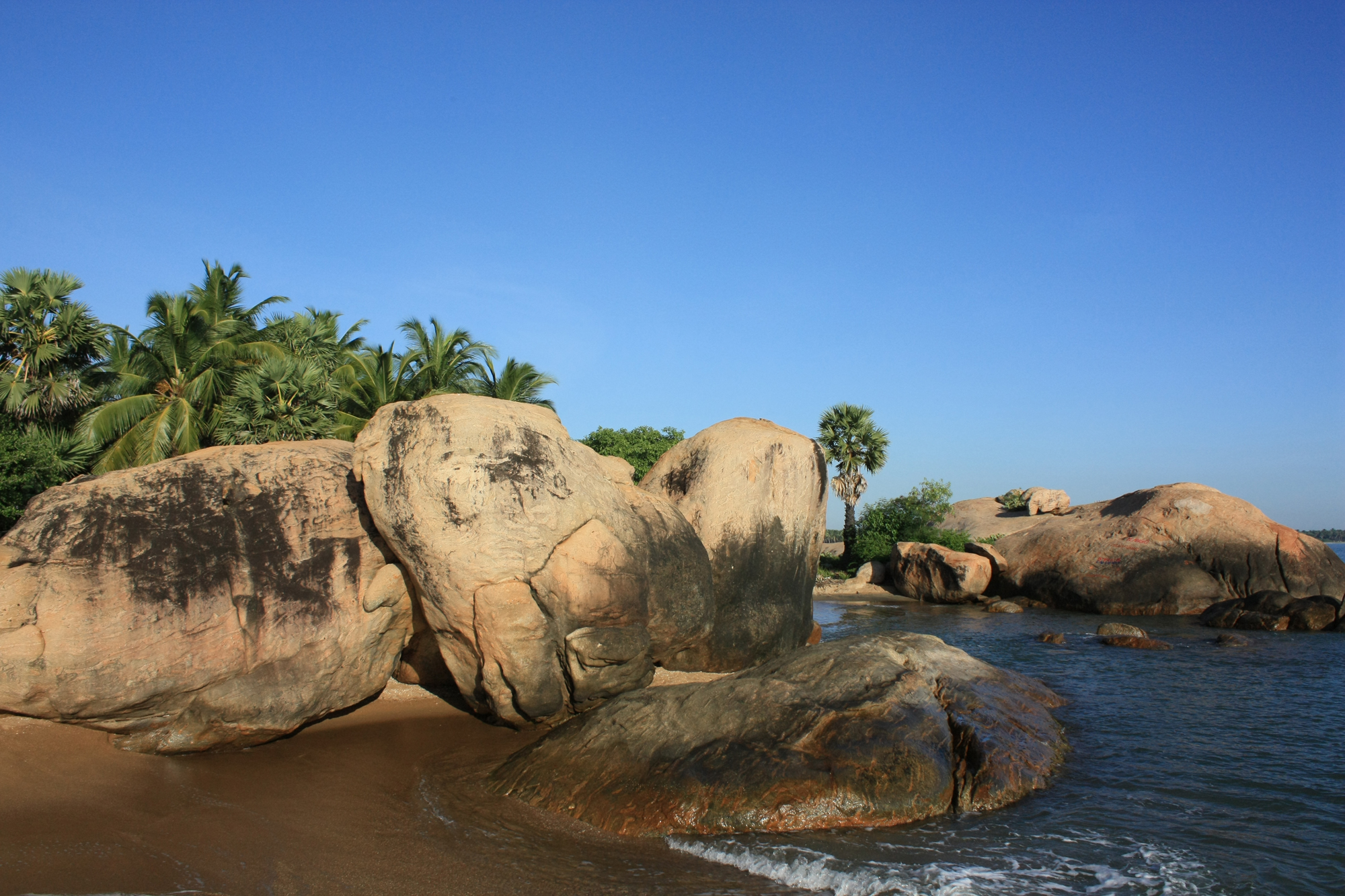
Pasikudah

Pasikudah (auch Passekudah, Pasikuda, Passikudah oder Passikuda; Tamil பாசிக்குடா, alte Bedeutung für Bucht der grünen Algen; singhalesisch පාසිකුඩා) ist ein Seebad an der Ostküste Sri Lankas. Der Ort besteht hauptsächlich aus Hotels und lebt vom bekannten Pasikudah Beach.

## Lage
Der Ort liegt etwa 28 Kilometer nördlich von Batticaloa an der Indikküste. Politisch gehört er zum Distrikt Batticaloa innerhalb der Ostprovinz. Innerhalb des Distrikts gehört Pasikudah zum Divisional Secretariat Koralai Pattu und nicht zu Koralai Pattu Central, wie es oft fälschlicherweise oder veraltet angegeben wird.
Direkt südwestlich grenzt es an Kalkudah, während sich drei Kilometer westlich die Kleinstadt Valaichchenai befindet. Die Straßen B184 und 185 enden in Pasikudah und führen nach Kalkudah beziehungsweise Valaichchenai.

## Tourismus
Mit dem Pasikudah Beach besitzt der Ort einen der bekanntesten Strände in Sri Lanka. Um die Bucht von Pasikudah befinden sich mehrere Luxushotels. Darüber hinaus gibt es auch einige Budget Hotels, die zum Teil auch nicht an der Küste liegen. Auch die umliegenden Gebiete profitieren vom Tourismusgeschäft, das nach dem Frieden mit der LTTE 2009 wieder entstehen konnte.

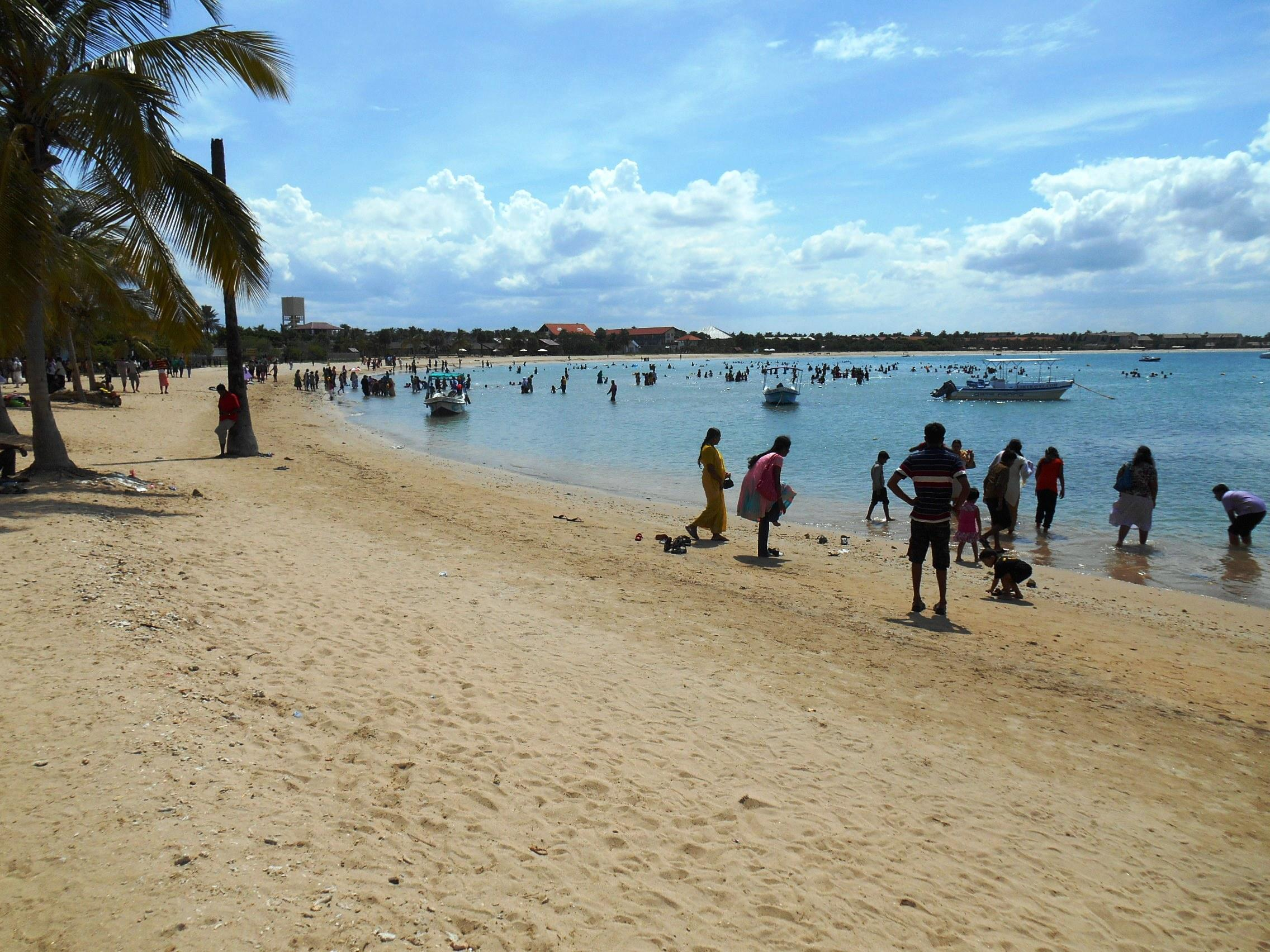
Strand
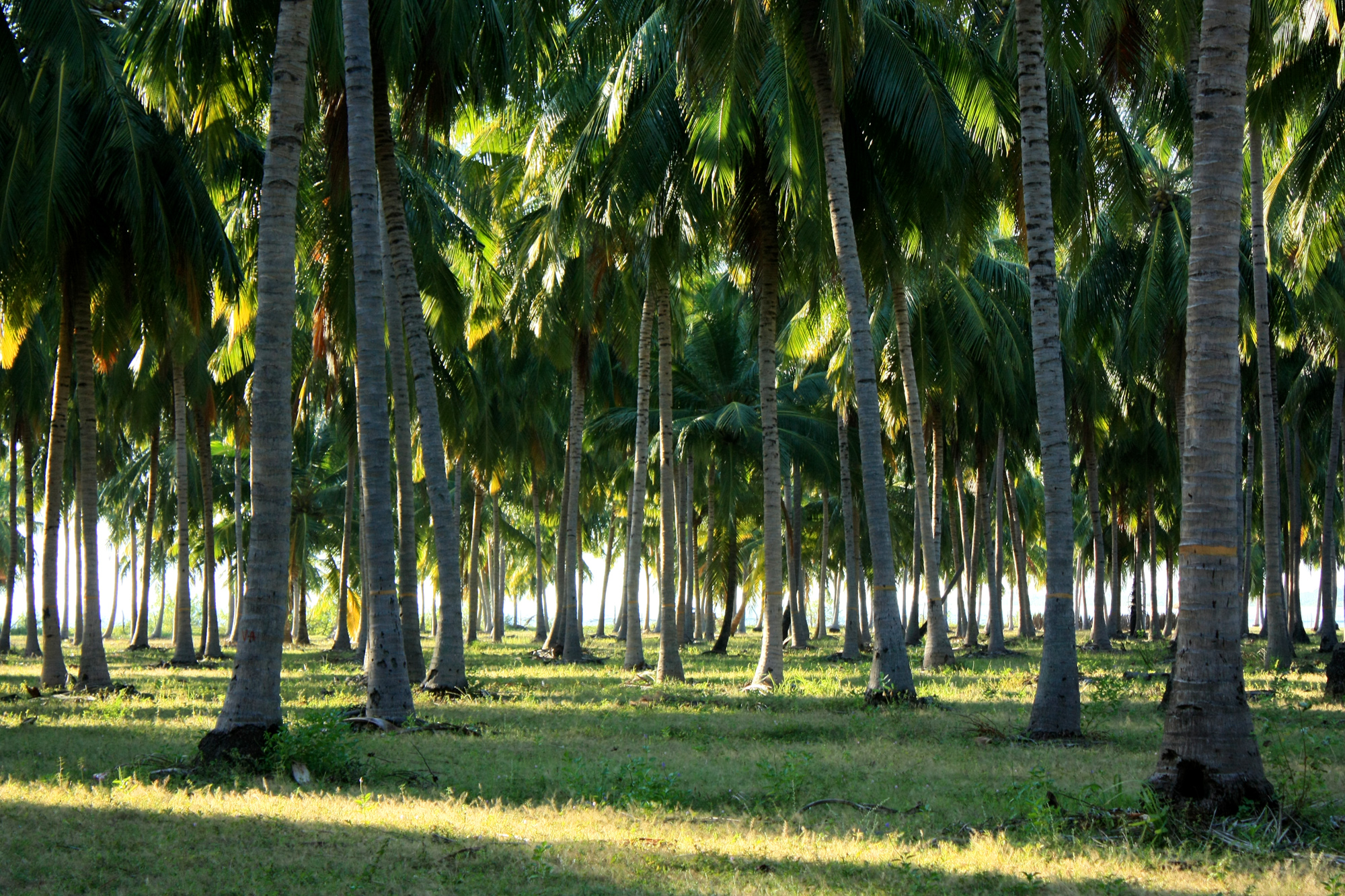
Palmen
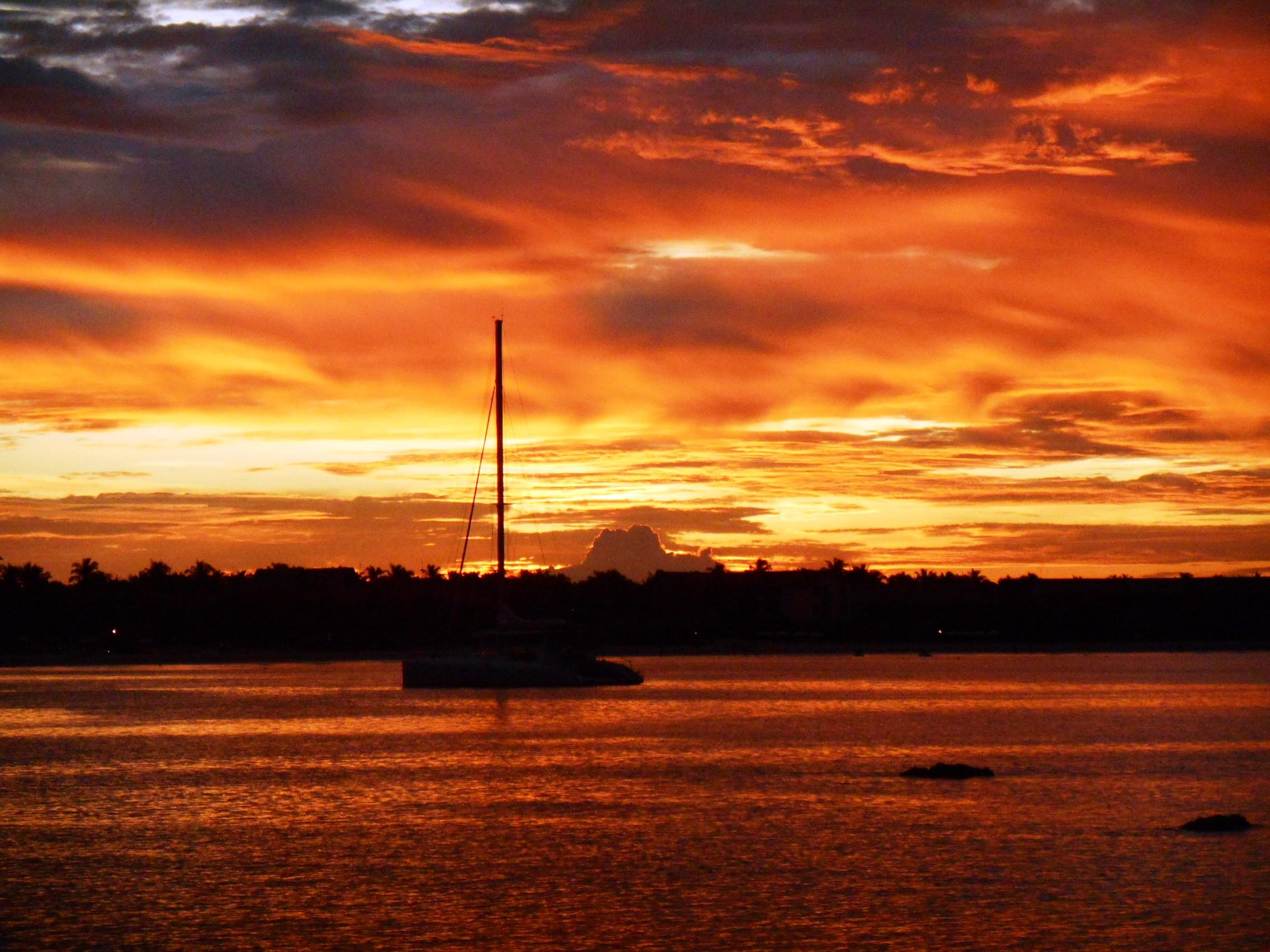
Sonnenuntergang
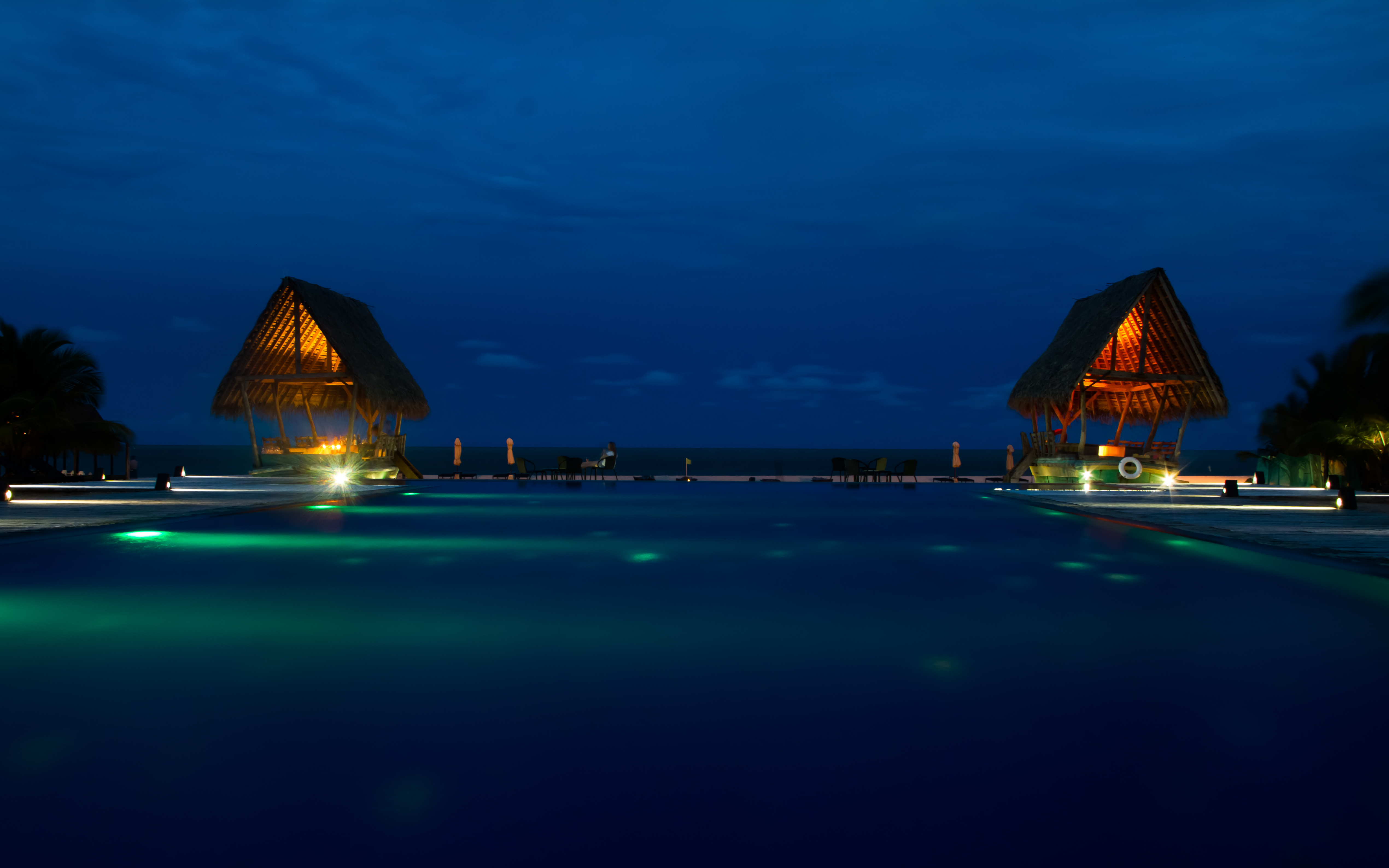
Maalu Maalu Beach Resort